# St-Sernin (Montcabrier)

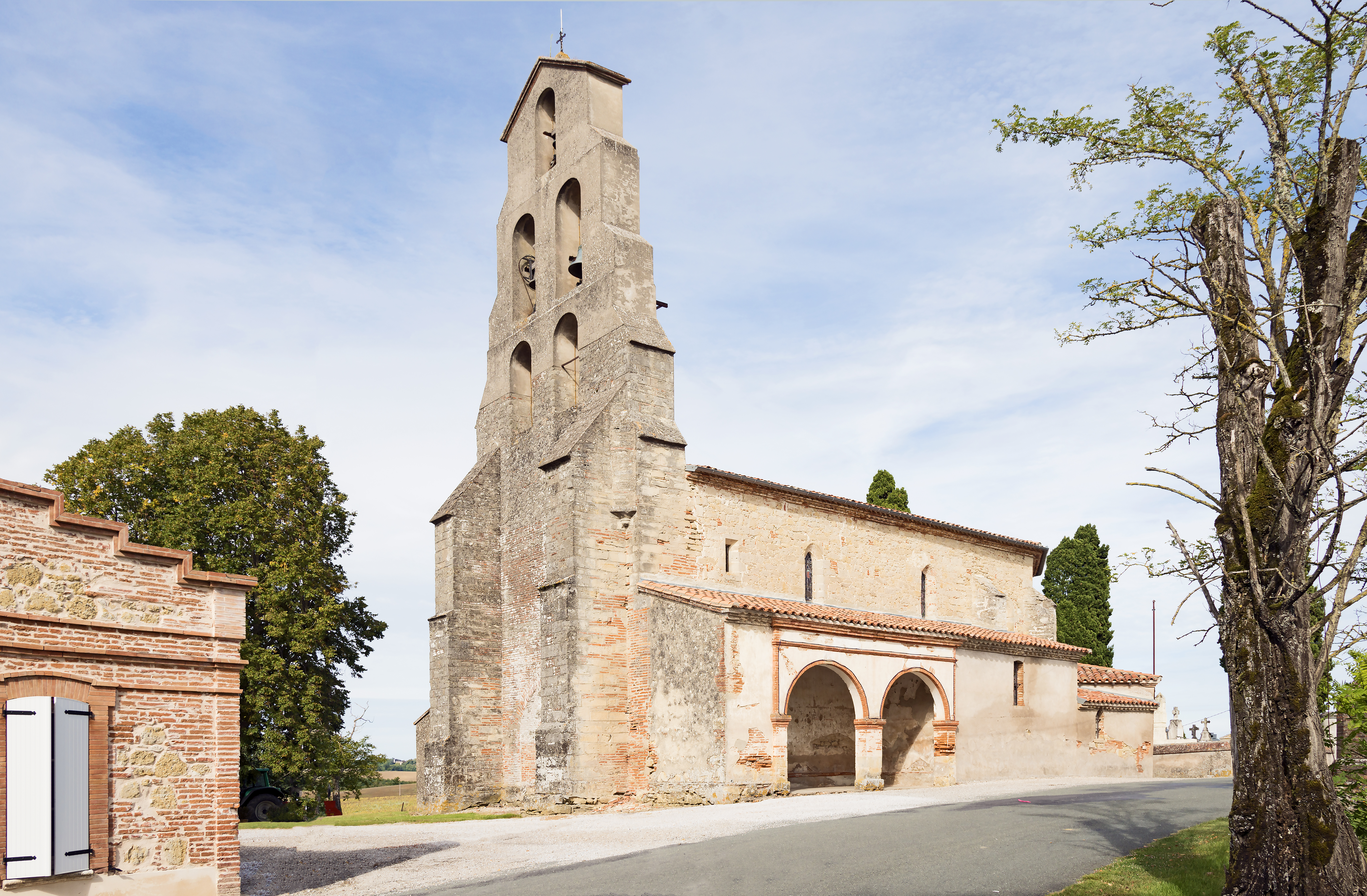
Kirche St-Sernin

St-Sernin ist eine römisch-katholische Pfarrkirche in Montcabrier im Département Tarn. Die Kirche ist eingetragen im Verzeichnis des architektonischen Erbes Frankreichs.

## Geschichte
Die Pfarrei Montcabrier wurde zum ersten Mal 1318 in einer Bulle der Diözese Toulouse erwähnt. Die heutige dem heiligen Saturninus von Toulouse geweihte und im Kern gotische Kirche geht auf Wiederherstellungsmaßnahmen nach den Religionskriegen im 16. Jahrhundert zurück. Als Hinweis darauf gilt eine im Jahr 1909 umgeschmolzene Glocke, die aus dem Jahr 1541 stammte.
In der Mitte des 19. Jahrhunderts fanden grundlegende Wiederherstellungsarbeiten statt. 1859 erhielt der Chorraum neue Buntglasfenster. Der eindrucksvolle Glockengiebel über der Westfassade wurde 1860 neu aufgemauert. Im Jahr 2000 wurde das Dach vollständig erneuert.

## Ausstattung
- Glocke, Bronze, 1605, Monument historique seit 1911[2]